# Фархад Хассан Хан
Фархад Хассан Хан (10 січня 1965) — пакистанський хокеїст на траві.
Бронзовий призер Олімпійських Ігор 1992 року.